# Bahnhof Nouvel-Avricourt
Der Bahnhof Nouvel-Avricourt (Deutsch-Avricourt) lag an Streckenkilometer 411,0 der Bahnstrecke Paris–Strasbourg. Von 1875 bis 1918 war er der bedeutendste deutsche Grenzbahnhof für den Verkehr zwischen Frankreich einerseits, Süddeutschland, Österreich-Ungarn und Südosteuropa andererseits.

## Bezeichnung

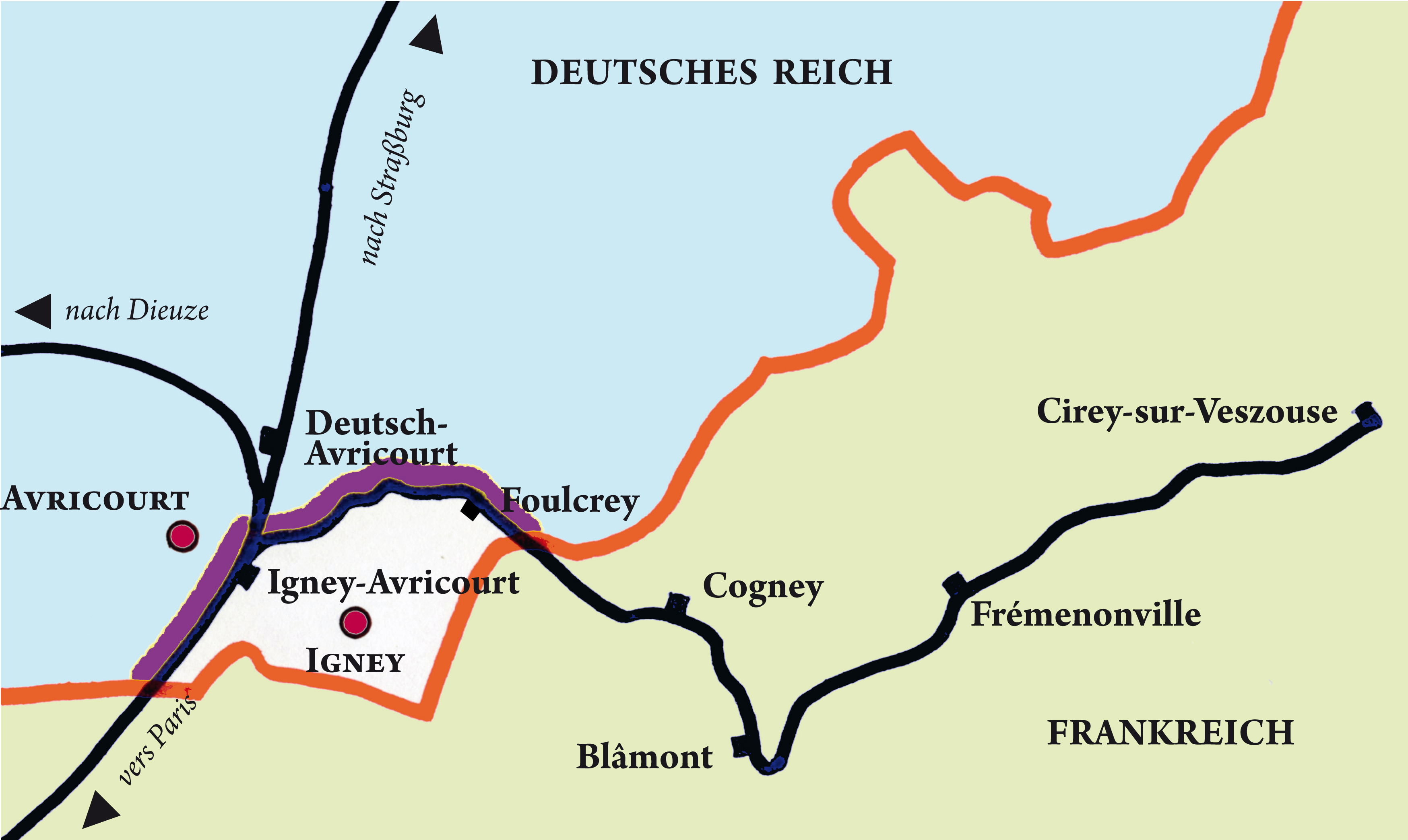
Rot: Grenze aufgrund des Friedens von Frankfurt; Violett: Grenze aufgrund des Zusatzabkommens vom 12. Oktober 1871

Zug in Richtung Frankreich

Aufgrund der wechselnden Staatszugehörigkeit, 1915 zum Zweck der Germanisierung, wechselte die Bezeichnung des Bahnhofs mehrfach:
- 1875–1915: Deutsch-Avricourt[1]
- 1915–1919: Elfringen (Lothr.)[2]
- 1919–1940: Nouvel-Avricourt
- 1940–1944: Elfringen[1]
- 1945–1969: Nouvel-Avricourt

## Geografische Lage
Der Bahnhof lag in einem Gleisdreieck, dessen einen Schenkel die Bahnstrecke Paris–Strasbourg bildete und die beiden anderen Schenkel die Gabelung der darin mündenden Bahnstrecke Nouvel-Avricourt–Bénestroff, die hier nach Norden abzweigte. Sie wurde 1986 stillgelegt.

## Geschichte

Nach 1915: Elfringen – rechts: Das Postamt

Die Bahnstrecke Paris–Straßburg wurde von der Compagnie du chemin de fer de Paris à Strasbourg, der späteren Compagnie des Chemins de fer de l’Est (Französische Ostbahn), gebaut und ging im Sommer 1852 in Betrieb. Nächstgelegener Bahnhof war damals der etwa 1,5 km entfernte Bahnhof Igney-Avricourt, der die gleichnamigen Orte an die Bahn anschloss.
Nach dem Deutsch-Französischen Krieg wurde mit dem Frieden von Frankfurt eine neue Grenze zwischen Deutschland und Frankreich gezogen. Das hatte zur Folge, dass die neue Grenze die Bahnstrecke Igney-Avricourt–Cirey zweimal schnitt und der Verkehr der lokalen Wirtschaft dadurch bedroht schien. Deutschland und Frankreich einigten sich daraufhin in einem Zusatzabkommen zum Frieden von Frankfurt am 12. Oktober 1871 auf eine revidierte Grenzziehung in diesem Bereich: Frankreich durfte die Ortschaft Igney, einen Teil der Gemarkung von Avricourt, den Bahnhof Igney-Avricourt und die komplette Bahnstrecke Igney-Avricourt–Cirey behalten. Frankreich trug dafür im Gegenzug die Kosten für den von den Reichseisenbahnen in Elsaß-Lothringen (EL) neu zu errichtenden deutschen Grenzbahnhof: Deutsch-Avricourt. Nachdem die Vorstellungen darüber, was der neue Bahnhof kosten solle, doch sehr voneinander abwichen (Frankreich errechnete 568.000 Francs, Deutschland 960.000 Franken) kam schließlich im Januar 1875 eine Abmachung über 796.000 Francs zustande. Die anschließende Bauzeit für diesen großen Bahnhof ist derart rekordverdächtig – er ging schon am 1. Juni des gleichen Jahres in Betrieb –, dass davon ausgegangen werden kann, dass schon vor der Abmachung vom Januar 1875 mit dem Bau begonnen worden war und der Bahnhof auch vor der endgültigen Vollendung bereits den Betrieb aufnahm. Erster prominenter Nutzer war König Ludwig II. von Bayern, der mit drei von der französischen Regierung zur Verfügung gestellten Salonwagen hier am 24. August 1875 die Grenze nach Frankreich überquerte.

## Gebäude
Das Empfangsgebäude war das erste große Neubauprojekt des Deutschen Reiches in Elsass-Lothringen nach dessen Abtretung durch Frankreich 1871. Architekt war Johann Eduard Jacobsthal. Es wurde in spätklassizistischem Stil errichtet. Es erstreckte sich über 21 + 1 Achse(n) hatte durchgängig zwei Vollgeschosse und ein hohes, aber nur an der tiefer gelegenen Straßenseite sichtbares Kellergeschoss. Beidseitig des dreiachsigen Mittelrisaliten erstreckte sich je ein achtachsiger Flügel, der jeweils durch zwei turmartig ausgebildete, einachsige Eckrisalite abgeschlossen wurde. Am östlichen Ende befand sich noch ein ebenfalls einachsiger Vorbau. Zur Straßenseite gab es eine monumentale Treppe, die zum Haupteingang führte. Das Gebäude war 100 m lang, 18 m tief, sehr repräsentativ gestaltet und offensichtlich darauf angelegt, die Reisenden zu beeindrucken. Die kastellartige Architektur hatte Vorbilder auch im preußischen Kasernenbau, war eine Demonstration gegen Frankreich und betonte die Funktion als Grenzbahnhof. Allerdings sind die bei den militärischen Vorbildern üblichen Zinnen hier durch Akrotere ersetzt. Das Innere bot drei Wartesäle und zwei Buffets.
Während des Ersten Weltkriegs wurde der Bahnhof von französischer Seite beschossen. Dabei wurde unter anderem der östliche Flügel des Empfangsgebäudes zerstört und später nicht mehr aufgebaut. Das heute stehende Gebäude ist der Mittelrisalit und der Abschnitt bis zu den westlich abschließenden Risaliten. Als es 1983 abgerissen werden sollte, verhinderte das eine Bürgerinitiative.

Güterabfertigung

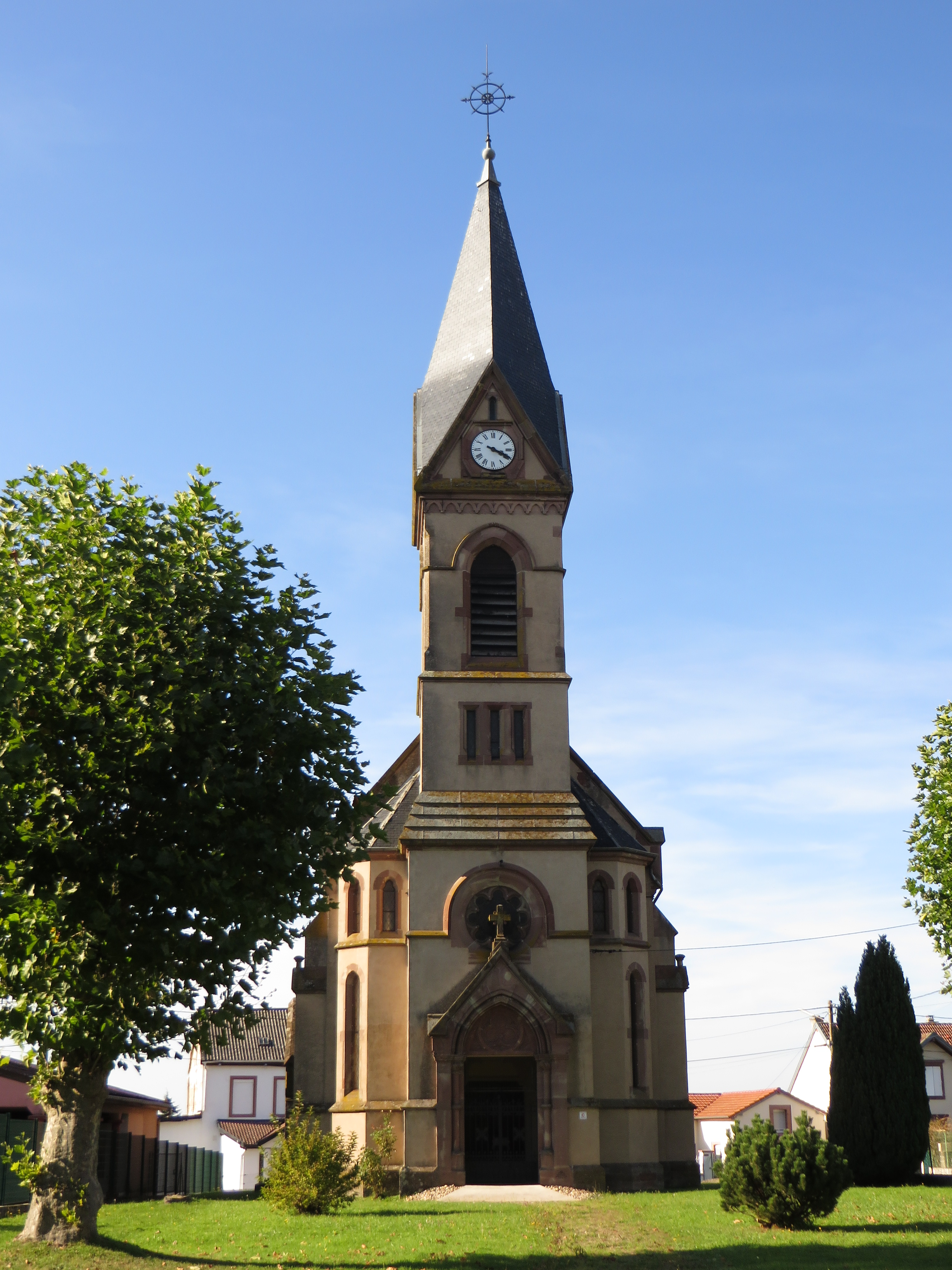
Lutherische Kirche des „Eisenbahnerdorfs“

Neben der Anlage für den Personenverkehr gab es eine Reihe weiterer Gebäude: Ein Postamt, im Stil ähnlich dem Empfangsgebäude (1983 abgerissen), und ein Rundlokschuppen mit 12 Ständen, die beide östlich des Empfangsgebäudes lagen. Für den Güterverkehr gab es eine Güterabfertigung, und einen Güterbahnhof mit Rangieranlagen, um die eintreffenden Güterzüge auf Richtungsgleisen neu zusammenstellen zu können. Vor dem Bahnhof entstand eine Siedlung für die Mitarbeiter der Bahn, des Zolls und der Post, durchzogen von der „Kaiser-Wilhelm-Allee“, heute „Rue du Temple“, die vom Bahnhof ausgeht und in ihrer Achse direkt auf die lutherische Kirche zielt.

## Verkehr

Grenzkontrolle im Bahnhof Deutsch-Avricourt

Empfangsgebäude, „Straßenseite“: Hier verlief das Gleis der Strecke nach Bensdorf.

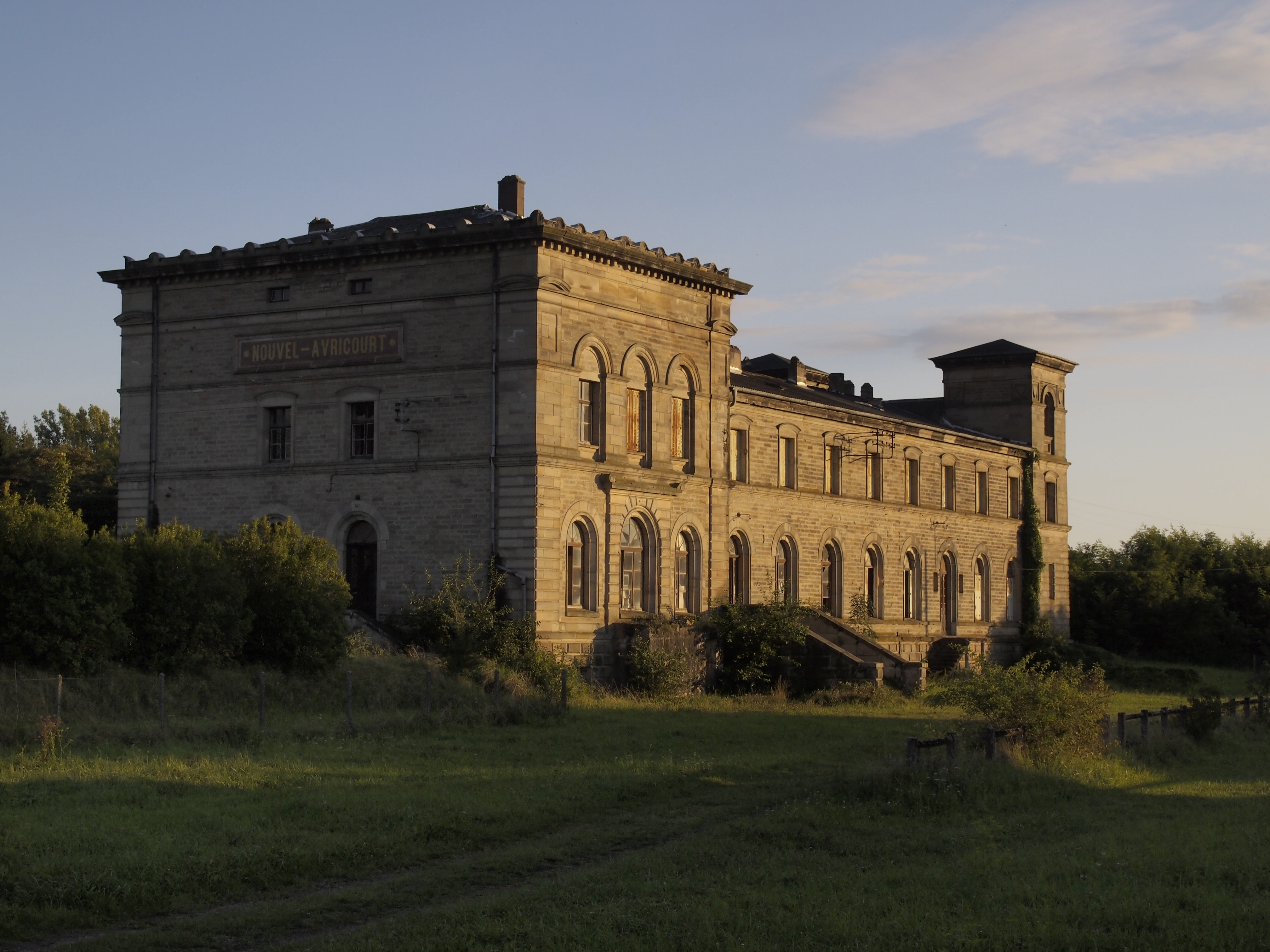
Verbliebener Torso des Empfangsgebäudes

Der Bahnhof hatte drei Bahnsteige und drei Bahnsteiggleise: Einen Haus- und einen Inselbahnsteig an der Hauptstrecke und einen Bahnsteig auf der „Straßenseite“ des Empfangsgebäudes für die Strecke Deutsch-Avicourt–Bensdorf. Der Bahnhof fiel auch deshalb so groß aus, weil hier die deutsche Zoll- und Grenzkontrolle stattfand und das entsprechende Personal unterzubringen war. Außerdem fand hier der Fahrgastwechsel zwischen EL und französischer Ostbahn für die aus Frankreich kommenden Züge statt. Die Züge aus Frankreich fuhren im Linksverkehr in den Bahnhof ein. Alle Reisenden mussten den französischen Zug verlassen, der leer zum Bahnhof Igney-Avricourt zurückfuhr. Im Empfangsgebäude mussten die Reisenden die Einreise- und Zollkontrolle über sich ergehen lassen und stiegen dann in einen Zug der EL, der den Bahnhof im Rechtsverkehr verließ. Bei Reisen in umgekehrter Richtung fuhr der deutsche Zug bis in den Bahnhof Igney-Avricourt, wo die Prozedur spiegelbildlich ablief. Der Orient-Express war die erste Verbindung, bei der die Reisenden die Züge hier nicht wechseln mussten. Den Grenzaufenthalt der Züge nutzen die Reisenden auch, um sich an den Bahnhofsbuffets zu verpflegen.
Die Bahnstrecke Paris–Strasbourg war die bedeutendste für den Verkehr zwischen Frankreich, Süddeutschland, Österreich-Ungarn und dem Balkan. Im Bahnhof hielten so außer dem Orient-Express auch der Paris-Karlsbad-Express. Am Vorabend des Ersten Weltkriegs querten die Grenze täglich 26 Reisezüge, 16 Schnell- und Luxuszüge und 10 Personenzüge. 40 % des grenzüberschreitenden Reiseverkehrs zwischen Deutschland und Frankreich fand hier statt. Weitere Personenzüge des Lokalverkehrs über die Strecke nach und von Bensdorf kamen hinzu.
Mit dem Sieg Frankreichs 1918 wurde Elsaß-Lothringen wieder französisch und der Bahnhof gehörte nun zur Administration des chemins de fer d’Alsace et de Lorraine (AL). Seine Funktion als Grenzbahnhof hatte er verloren und den lokalen Verkehr teilte er sich mit dem nur 1,5 km entfernten und zur Ortschaft Avricourt günstiger gelegenen Bahnhof Igney-Avricourt. Seine Bedeutung sank dramatisch. Seit 1922 hielten Schnellzüge hier nicht mehr. 1934 wurde dann der benachbarte Bahnhof Igney-Avricourt auch der Übergabebahnhof zwischen der AL und der französischen Ostbahn, die dann beide – ebenso wie der Bahnhof Nouvel-Avricourt – 1938 zur SNCF kamen.
Die deutsche Besatzung während des Zweiten Weltkriegs nutzte die immer noch umfangreichen Bahnanlagen als Verkehrs- und Logistikstützpunkt. In dieser Zeit gehörte der Bahnhof zur Deutschen Reichsbahn.

## Gegenwart
Nach dem Zweiten Weltkrieg waren die Anlagen wieder überflüssig und verfielen zunehmend, teils wurden sie abgebrochen. Der Rundlokschuppen wurde spätestens nach der Elektrifizierung der Strecke Paris–Straßburg (1956–1962) niedergelegt, der Bahnhof als Halt für Züge 1969 aufgegeben. Um den verbliebenen Torso des Empfangsgebäudes zu erhalten, gründete sich ein Verein, der es 1985 kaufte, die Bausubstanz sicherte und so zunächst für den Erhalt sorgte. Die weitere Nutzung aber scheiterte. So verfiel das Gebäude wieder und wurde 2018 von einem Investor erworben, der es als Event-Location nutzen wollte.